# SMS König (1913)
Кёниг (нем. SMS König) — немецкий дредноут, первый из четырёх линейных кораблей одноимённого типа (также «Маркграф», «Гроссер Курфюрст» и «Кронпринц») германских имперских ВМС, участвовавших в Первой мировой войне. Назван в честь одного из титулов кайзера Вильгельма II: «Император (нем. Kaiser) Германский», «Король (нем. König) Прусский» и «Маркграф (нем. Markgraf) Бранденбургский».

## Боевой путь

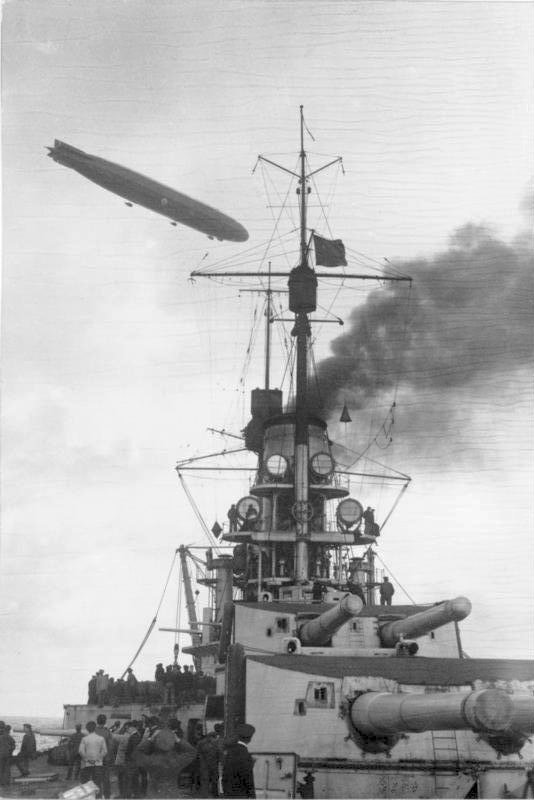
Систершип «Гроссер Курфюрст» во время операции «Альбион», 1917

После зачисления в состав флота «Кёниг» был приписан к 3-му дивизиону Флота Открытого Моря, позже расширенному остальными линкорами данного класса. 25 апреля 1916 года, вместе с другими корабля своего класса, прикрывал обстрел городов Лоустофт и Ярмут на восточном побережье Англии.
В составе 3-го дивизиона под командованием контр-адмирала Пауля Бенке 31 мая 1916 года корабль участвовал в Ютландском сражении, где получил 10 пробоин. Повреждения потребовали 7 недель ремонта, который был закончен 21 июля 1916 года.
Во время операции «Альбион» «Кёниг» участвовал в Моонзундском сражении 17 октября 1917 года, нанеся серьёзные повреждения русскому броненосцу «Слава», экипаж «Славы» был вынужден оставить корабль на камнях у входа в Ирбенский пролив и взорвать погреба боеприпасов.
По условиям Компьенского перемирия, «Кёниг» был интернирован в Скапа-Флоу 26 ноября 1918 года. По приказу контр-адмирала Людвига фон Ройтера 21 июня 1919 года в 10.30 экипаж открыл кингстоны и в 14:00 корабль затонул.
В 1962 году германское правительство продало останки корабля Великобритании, остов судна до сих пор лежит на дне в Скапа-Флоу, рядом с систершипами «Маркграф» и «Кронпринц».